# 740年
| 千纪： | 1千纪                                                                                           |
| 世纪： | 7世纪 \| 8世纪 \| 9世纪                                                                         |
| 年代： | 710年代 \| 720年代 \| 730年代 \| 740年代 \| 750年代 \| 760年代 \| 770年代                       |
| 年份： | 735年 \| 736年 \| 737年 \| 738年 \| 739年 \| 740年 \| 741年 \| 742年 \| 743年 \| 744年 \| 745年 |
| 纪年： | 庚辰年（龙年）；唐（新罗）开元二十八年；日本天平十二年；渤海国大興三年                          |

## 大事记
- 藤原廣嗣之亂。
- 唐朝將領章仇兼瓊、許遠收復安戎城。

## 逝世
- 孟浩然—中国唐朝詩人
- 张九龄，中国唐代著名诗人、宰相